# Jesús Rueda Ambrosio
Jesús Rueda (Badajoz, 19 de febrer de 1987) és un futbolista professional extremeny, que ocupa la posició de migcampista.
Format al planter del Reial Valladolid, a la temporada 08/09 debuta amb el primer equip a la màxima categoria. La temporada 09/10 és cedit al Córdoba CF, de Segona Divisió.